# Guvernementet Estland
Guvernementet Estland (tyska: Est(h)ländisches Gouvernement; ryska: Эстля́ндская губе́рния; estniska: Eestimaa kubermang) var ett guvernement i Kejsardömet Ryssland 1721–1917. Det estniska guvernementet kom i rysk ägo under det stora nordiska kriget, från att tidigare ha varit en svensk besittning – den så kallade svenska provinsen Estland. I dag utgör guvernementet norra landsdelen av den självständiga republiken Estland.
Fram till slutet av 1800-talet sköttes guvernementet Estland till största del av den balttyska minoriteten som i regel uppbar majoriteten av ämbetsposterna.
Guvernementet var till ytan det minsta guvernementet i det ryska kejsardömet.

## Geografi
Guvernementet utgjorde endast en del av den estniska folkstammens område och intog den västligaste delen av det stora nordryska låglandet. Det var den nordligaste av de tre ryska östersjöprovinserna.
Det gränsade i norr mot Finska viken, i öster till guvernementet Sankt Petersburg, där Narovafloden bildar gränsen, i söder till Livland, där gränsen följde en linje från Peipussjöns nordvästra ända till något norr om Pernauviken, i väst till Östersjön. 
Till Guvernementet Estland räknades också de kusten omgivande omkring 70 öarna, av vilka de största var Dagö, Ormsö, Nuckö och Odensholm i Östersjön samt Stora och Lilla Rågö och Nargö i Finska viken.
Guvernementet hade med öarna en yta på 20 248 km² och en befolkning på 412 716 invånare (1897).
Guvernementet utgjordes av en nästan fullständigt jämn kalkstensplatå på 60–120 meters höjd, vilken i norr och söder var något upphöjd, så att i mitten uppstod en 30–50 kilometer bred däld, varifrån vattnet endast ofullständigt avleddes genom de åt skilda håll (olika väderstreck) rinnande floderna. Hela mellersta delen av landet var därför uppfylld av  mossar, kärr och skogar; fruktbarast var landets östra del, där det i Emumägi (166 meter över havet) nådde sin största höjd; i norra delen var jordlagret över den nästan vågrätt lagrade kalkstenen på flera ställen ytterst tunt och marken, liksom på öarna, mindre fruktbar.
Fastlandets kust utmed Finska viken består överst av kalksten i lager av 10-20 meters mäktighet, som innehöll en mängd väl bibehållna trilobit- och ortoceratitförsteningar. Kalkstenen, som genom sina försteningar fullkomligt liknade den på Odensholm och Gotland förekommande, vilade på ett lager av finkornig sandsten, vilken vid kusten steg till högst 40 meter över havsytan. Därigenom att havets vågor oupphörligt bortspolade den mjuka sandstenen, så att kalkstenen undergräves och småningom även störtar ner i havet, har Estlands hela nordkust fått formen av ett lodrätt stup (den baltiska klinten), vilket nådde sin största höjd (60 meter över havet) vid Kunda. Västkusten var däremot flack samt höjde sig nästan omärkligt över vattnet. Landvinningen framskred här jämförelsevis fort; Nuckö, som vid 1800-talets början ännu var en fullständig ö, sammanhängde hundra år senare med fastlandet genom en flera kilometer bred landremsa, vilken endast vid mycket starka väststormar ibland översvämmades av havet. Landets inre var då som nu översållat av en oräknelig mängd väldiga flyttblock från den erratiska perioden.
Utom gränssjön Peipus fanns 200 smärre sjöar, om tillsammans 552 kvadratkilometer. Av floderna var den mest betydande Narvafloden, Peipussjöns avlopp i Finska viken, vilken genombryter den baltiska klinten med ett 6 meter högt vattenfall. Även Jägala och Keila flöt till Finska viken och bildade betydande vattenfall. Estlands vattenrikaste flod, Kasari, utmynnar i Östersjön. Klimatet har övervägande kontinental karaktär med kalla vintrar och heta somrar. Vid västkusten och på öarna gör sig dock havets utjämnande inflytande märkbart.

## Näringsliv
Guvernementet Estlands materiella utveckling var under det ryska väldet snabb och ostörd av skadliga rubbningar. Huvudnäringar var boskapsskötsel och jordbruk; det senare bedrevs efter olika system, på de mindre gårdarna sällan efter treskiftessystemet;
vete, råg, korn, havre, foderväxter och framför allt potatis odlades.
Den estländska häststammen, vilken i stort omfång förädlats med arabiska avelsdjur, hade gott rykte om sig. Fisket, i synnerhet av strömming och ansjovis, var rikt.
Industrin var i starkt uppsving; de viktigaste fabrikaten var bomullsvävnader från den stora fabriken vid Kränholm (som 1887 tillverkade för 11 miljoner rubel och sysselsatte 5 000 arbetare) och spritvaror (28 miljoner rubel); råbrännvinet tillverkades av potatis i de många brännerierna på landet och förädlades i den kooperativa spritfabriken i Reval. Vid Kunda låg Rysslands största cementfabrik.
Guvernementets utrikeshandel var mest transitohandel och koncentrerad till Reval, som kunde anses som Petersburgs vinterhamn. Utförseln utgjordes huvudsakligen av spannmål, sprit, hudar och mejeriprodukter, införseln av råbomull, maskiner, manufakturvaror, sydfrukter, sill och salt.
Förutom huvudstaden Reval, som hade ungefär 70 000 invånare och var Rysslands femte hamnstad, hade guvernementet Estland fyra mindre städer: Wesenberg, Weissenstein, Baltischport och Hapsal.
Av järnvägar låg inom Estland av linjen Baltischport-Petersburg 255,8 kilometer, av linjen Reval-Taps-Dorpat 45,8 kilometer och av linjen Reval-Pernau en ungefär lika lång sträcka.

## Förvaltning

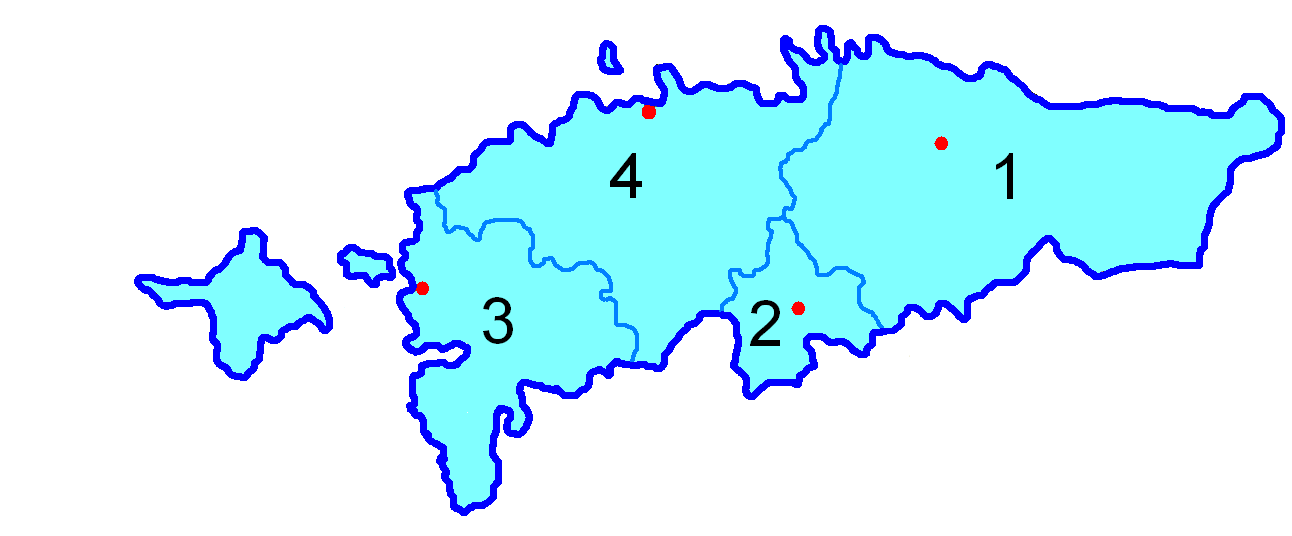
Estlands fyra kretsar: (1) Wierland, (2) Jerwen, (3) Wiek och (4) Harrien.

Estand bildade ett guvernement och var intill 1876 med Livland och Kurland förenat till ett generalguvernement under en generalguvernör i Riga. Efter esterupproret 1905 återupprättades generalguvernementet.
I administrativt hänseende indelades landet i fyra kretsar: Harrien, Jerwen, Wierland och Wiek, vilka sammanföll med de urgamla estländska landskapen och bildade enheter för rättskipning och förvaltning. Högsta förvaltningsmyndigheten var guvernören, vid vars sida stod guvernementsregeringen. Guvernören hade sitt säte i Kadriorgs slott i Tallinn. Under guvernementsregeringen sorterade direkta polis- och bondetillsyningsmyndigheterna samt rekryteringskommissionerna, men övriga myndigheter, såsom tull-, domän- och kameralförvaltningarna och folkskolestyrelsen m. fl. löd direkt under vederbörande ministerier.
Domstolarna var fördelade i tre kategorier, var och en bestående av tre instanser. Förhandlingarna fördes på ryska,
så att den rättssökande måste göra sig förstådd av domaren med tolk; endast i bonddomstolarna nyttjades estniska.
Landets självstyrelse inskränktes betydligt under de sista åren av ryskt styre. Dess högsta organ var den vart tredje år sammanträdande lantdagen, där i Estland besuttna immatrikulerade adelsmän hade säte och beslutanderätt, men obesuttna adelsmän endast rådgivande röst. Även ofrälse riddargodsägare hade rösträtt i fråga om prestanda, men varken städer eller bönder hade säte där, trots att lantdagen pålade bondegendomar och för vissa ändamål (vägbyggnad) även städerna avgifter.
Naturaprestationerna (skjutsväsendet m. m.) vilade uteslutande på allmogen; skatterna från riddargods och bondgårdar utgick efter antalet "haken" (motsv. svenska "hemman"). Adeln hade riddarhus i
Reval.
Städerna hade egen kommunal självförvaltning, vilken (sedan 1891) utövades av fullmäktige, som direkt valdes av fastighetsägare och dem, som betala näringsskatt. Bönderna förvaltade själva sina ståndsangelägenheter genom egna organ, men deras självständighet var ytterst inskränkt genom uppsikt av särskilda regeringsämbetsmän ("bondekommissarier"). De godsägare, vilkas tjänstfolk begagnade sig av böndernas kommunalinrättningar, såsom skolor, fattighus, spannmålsmagasin, bonddomstolar o. s. v.,
deltog dock ej i utgifterna för dessa.

## Demografi

### Folkgrupper
Större delen av den lägre ståndsbefolkningen var ester medan landet dominerades av balttysk elit. År 1897 bodde cirka 22 000 tyskar, 20 000 ryssar och 6 000 svenskar i landet.

### Språk
De språk som nedan listas dateras till befolkningsräkningen 1897.
| Språk    | Antal   | Andel (%) | Män     | Kvinnor |
| -------- | ------- | --------- | ------- | ------- |
| Estniska | 365 959 | 88,67     | 176 972 | 188 987 |
| Ryska    | 20 439  | 4,95      | 12 441  | 7 998   |
| Tyska    | 16 037  | 3,88      | 6 991   | 9 046   |
| Svenska  | 5 768   | 1,39      | 2 725   | 3 043   |
| Jiddisch | 1 269   | 0,3       | 852     | 417     |
| Polska   | 1 237   | 0,29      | 921     | 316     |
| Angav ej | 15      | >0,01     | 8       | 7       |
| Övriga   | 1 992   | 0,48      | 1 499   | 493     |
| Totalt   | 412 716 | 100       | 202 409 | 210 307 |

### Religion
Styrelsen över den evangelisk-lutherska kyrkan utövades av den av ridderskapet valde generalsuperintendenten i
Reval, som är vicepresident i det generalkonsistoriet i Petersburg underordnade estländska konsistoriet,
vars preses var en, likaledes av ridderskapet vald, lekman. Landet var delat i 8 prosterier: Allentacken, Öst-Harrien, Väst-Harrien, Jerwen, Land-Wiek, Strand-Wiek och Insular-Wiek samt Wierland. Kyrkosocknarnas antal var 47.
Prästerna valdes av riddargodsägarna. Kyrkobyggnad vilade som ett realonus på riddargods och bondgårdar.
Den rysk-ortodoxa bekännelsen inträngde på baltiskt område under 1840-talet, i Estland särskilt under 1880-talet, samt räknade 37 817 medlemmar 1897; den stod under ledning av ärkebiskopen i Riga. I städerna fanns romerska katoliker och judar.

## Utbildning
Folkskolan styrdes av ryska tjänstemän, en folkskoledirektör och fem folkskoleinspektörer. Genom att låta de forna ridderskapsorganen för folkskolestyrelsen, med överskolkommissionen i spetsen, de facto upphöra att fungera efter russificeringens början (1886), försökte ridderskapet utöva ett passivt motstånd mot russificeringen. Varje större by hade sin fasta folkskola; ryska språkets införande som undervisningsspråk ledde i hög grad till att skolundervisningens framgång minskade.
Huvudspråket var estniska; tyska användes av de bildade klasserna; svenska talades i några trakter på västkusten och på de flesta öarna utom Dagö, där svenskarna fullständigt utträngts av esterna. Genom nitiskt arbete av präster och lärare, några från Finland, hölls det svenska språket uppe.